# Uroš Krek

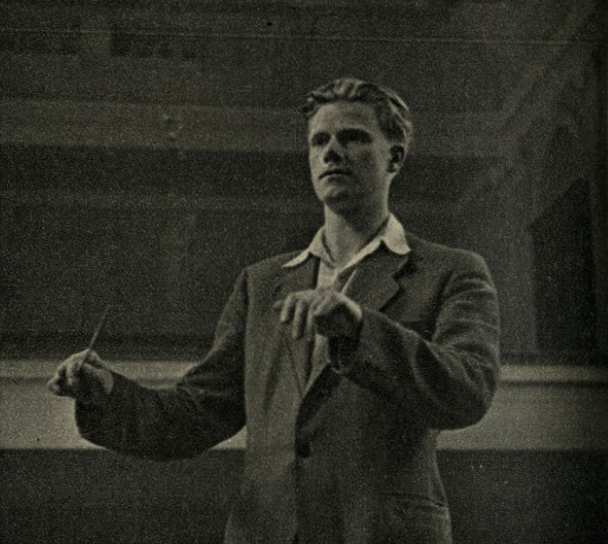
Uroš Krek, 1948

Uroš Krek (* 21. Mai 1922 in Ljubljana; † 2. Mai 2008 in Jesenice) war ein slowenischer Komponist und Hochschullehrer.

## Leben
Nachdem er 1947 sein Studium an der Musikakademie Ljubljana bei Lucijan Marija Škerjanc abgeschlossen hatte, arbeitete Uroš Krek bis 1950 zunächst als Sendungsgestalter und 1950–1958 als Chefredakteur der Musikabteilung bei Radiotelevizija Slovenija. 1958–1967 forschte er am Institut für Ethnomusikologie der Akademie zur slowenischen Volksmusik, 1967–1982 war er ebenfalls an der Akademie Professor für Komposition und Musiktheorie.
Krek bekleidete mehrere Ämter und Ehrenämter im slowenischen und jugoslawischen Musikleben. So war er Präsident des Slowenischen Komponistenverbands, ordentliches Mitglied der Slowenischen Akademie der Wissenschaften und Künste (SAZU) sowie korrespondierendes Mitglied der Kroatischen Akademie der Wissenschaften und Künste. 1949 erhielt er für sein Violinkonzert erstmals den Prešeren-Preis, 1953 erneut für die Sinfonietta und 1992 für sein Lebenswerk. 1975 wurde er mit dem Zlata-arena-Preis und 1976 dem Milka- und Metod-Badjura-Preis für sein filmmusikalisches Schaffen ausgezeichnet, 1978 mit dem Župančič-Preis der Stadt Ljubljana. 1988 wurde er zum Ehrenmitglied der Slowenischen Philharmonie ernannt, 1995 zum Ehrenprofessor der Universität Ljubljana. 1996 erhielt er als erst dritter Preisträger den vom slowenischen Komponistenverband vergebenen höchsten slowenischen Musikpreis, den Kozina-Preis. Weiters war er seit 1993 Mitglied der Europäischen Akademie der Wissenschaften und Künste.
Uroš Krek starb nach langer Krankheit am 2. Mai 2008 (nach einzelnen Angaben am 3. Mai) in Jesenice und wurde auf dem Zentralfriedhof Žale in Ljubljana bestattet.

## Werke (Auswahl)

### Gesang und Orchester
- Altägyptische Strophen für Tenor, Streichorchester und zwei Harfen (1967)
- Caro maestro. Zwei Episoden aus dem Leben von Joseph Haydn für Sopran, Tenor und Orchester (1996–1997)

### Orchester
- Sinfonietta (1951)
- Rhapsodischer Tanz (1959)
- Dedicatio. Passacaglia auf die Melodie der Motette „Miserere mei deus“ von Jacobus Gallus (1989)

### Streichorchester
- Sonatine (1956)
- Mouvements concertants (1956)
- Sinfonie (1973)

### Soloinstrument(e) und Orchester
- Konzert für Violine und Orchester (1949)
- Konzert für Fagott und Orchester (1954)
- Konzert für Horn und Orchester (1960)
- Inventiones ferales für Violine und Streichorchester (1962)
- Concertino für Piccoloflöte und Orchester (1967)
- Konzertantes Diptychon für Violoncello und Orchester (1985)

### Duos und Kammermusik
- 1. Sonate für Violine und Klavier (1946)
- Thème varié für Posaune und Klavier (1970)
- Capriccio für Bratsche und 10 Instrumente (1971)
- Sonate für zwei Violinen (1971)
- La Journée d‘un Bouffon. Kleine Sinfonie für Blechbläserquintett (1973)
- Streichtrio (1977)
- Streichquartett (1979)
- Kolovrat. Drei Stücke für Blechbläserquintett (1984)
- Sonate für Violoncello und Klavier (1984)
- Canto für Viola und Harfe (1986, rev. 1997)
- Streichsextett über ein Thema von Frank Martin (1990)
- 2. Sonate für Violine und Klavier „Erinnerungen“ (1994)

### Instrument solo
- Sonatine für Oboe (1971)
- Meditation für Orgel (1974, rev. 1977)
- Drei Impromptus für Violine solo (1985)

### Chor
- Prekmurska für Frauenchor a cappella
- Mlini življenja (Die Mühlen des Lebens) für gemischten Chor a cappella
- Smrti (Tod) für Männerchor a cappella

Weiters Volksliedbearbeitungen, Schauspielmusik, Filmmusik.